# Бузяковци
Бузяковци е село в Западна България. То се намира в Община Ихтиман, Софийска област.

## География
Село Бузяковци се намира в планински район.

## История
Селото датира на територията на България от 1737 година. Тази година бе отпразнуван 270-годишният юбилей на селото. На празника присъстваха представители на най-старите родове от селото. Според легендата името на селото произлиза от името на живели някога трима братя – Пано, Бузо и Джамо, дали имената на днешните села (махали) Пановци, Бузяковци, Джамузовци.
Тази история е абсолютно невярна! Какво общо има Бузо с Бузяковци!? Селото е създадено от тази фамилия, непроменена от стотици години. Махала Бузяковци е създадена от бягащите от турските поробители от гр. Пловдив (Филипопол) 1364 г., след навлизането на Турците на балканския полуостров. (годината на създаване е неизвестна, някъде след 1400 г. след битката при Чамурлия). След превземането на крепостта Средец 1385 г., планините около София остават единственото място без турско присъствие.

## Културни и природни забележителности
Тази година на 22 септември официално е открит и осветен новопостроеният параклис Св. Георги победоносец.[ неясно? ]
Южно от мах. Бузяковци (в м. Милчовица) има следи от древно рударство.
Преди да се достигне връх Гарваница – 1106 м (с телевизионна ретранслаторна кула), близо на север от шосето,
на ниско хълмче до група кичести буки е параклисът „Св. Дух“. Непосредствено до него има малка могила.
Малко след това се подминава връх Гарваница който се издига на юг,
а непосредствено след това на север се отделя асфалтов път за прелестната махала Бърдо (3 км).

## Редовни събития
Всяка година в параклиса се събират хора от селото и посетители от цялата страна за прекрасния български празник Гергьовден. Друг честван празник в селото е 22 септември-денят на независимостта на Българския народ.

## Други
Селото е съхранило духа на миналото. Вървейки по улиците може да се видят много къщи от началото на 20 век. Балканът още шепне имената на героите от селото дали живота си в Балканските войни. С помощта на дарения местните жители издигнаха през септември 2007 г. паметник, посветен на тези герои. Паметникът е в непосредствена близост до параклиса „Св. Георги Победоносец“. Има изградена магерница и навеси за съборите. Целият комплекс носи името „Белият Камък“, тъй като там съществува още от основаването на селото бял камък на името на който е кръстена местността.